# Anticypella diffusaria
Anticypella diffusaria là một loài bướm đêm trong họ Geometridae.